# Huachuca City
Huachuca City est une ville américaine située dans le comté de Cochise en Arizona.
Selon le recensement de 2010, Huachuca City compte 1 853 habitants. La municipalité s'étend sur 2,81 milles carrés (7,28 km2).
| 1960  | 1970  | 1980  | 1990  | 2000  | 2010  |
| ----- | ----- | ----- | ----- | ----- | ----- |
| 1 330 | 1 241 | 1 661 | 1 782 | 1 751 | 1 853 |